# Cristina Clavijo
Mercedes Castelló i Cabezón més coneguda com a Cristina Clavijo (1905, Madrid - 1998 València) fou una escriptora espanyola de novel·les sentimentals entre 1930 i 1969.

## Obres

### Signades com Cristina Clavijo
- Matrimonio con sorpresa	(1930)
- Rubí	(1943)
- Un vals en el prado	(1943)
- El amor de Danilo	(1944)
- Los tres casos de Isabel	(1945)
- La prometida de Clive Banet	(1946)
- La Condesa Syra	(1950)
- Los ojos color de acero	(1956)
- Sucedió en Méjico	(1957)
- La culpa fue del gato	(1964)
- El secreto de Verónica	(1965)
- Como dos enamorados	(1966)
- Compromiso oficial	(1966)
- El miedo de Marga	(1966)
- El nuevo plan para Ivonne	(1966)
- Epidemia en el "Alción"	(1966)
- Estamos en paz	(1966)
- Flor de naranjo	(1966)
- Me enamoré de una ingenua	(1966)
- Caperucita y el lobo	(1967)
- El arquitecto Carrión	(1967)
- Guerra y amor en el Vietnam	(1967)
- Hermenegilda la grande	(1967)
- La casa roja	(1967)
- La clínica del milagro	(1967)
- La hija de Coralillo	(1967)
- La sortija	(1967)
- Treinta días y una hora	(1967)
- Un castillo en el Loira	(1967)
- Una salvaje inculta	(1967)
- Y Cecilia tuvo razón	(1967)
- El pequeño Larry	(1968)
- El tutor de Paloma	(1968)
- Juana la fea	(1968)
- La calle de María Francisca	(1968)
- Nuestra Señora del Mar	(1968)
- Un día gris	(1968)
- Una apuesta con consecuencias	(1968)
- El asesino de Roque	(1969)
- Regalo de Reyes	(1969)
- Su corazón dudó	(1969)